# Entodesmium niesslianum
Entodesmium niesslianum är en svampart som först beskrevs av Rabenh. ex Niessl, och fick sitt nu gällande namn av L. Holm 1957. Entodesmium niesslianum ingår i släktet Entodesmium och familjen Lophiostomataceae.  Arten är reproducerande i Sverige. Inga underarter finns listade i Catalogue of Life.